# Jean-Baptiste Mathey
Jean-Baptiste Mathey (nacido en 1630 en Dijon y fallecido en 1696 en París) fue un arquitecto y pintor francés.

## Biografía
Jean-Baptiste Mathey viajó con su padre a Italia, donde comenzó su aprendizaje como pintor, pero más tarde se hizo famoso como arquitecto. Comenzó su carrera en Italia, probablemente en Roma, donde había estado en contacto con Nicolas Poussin. Desde allí llegó a Praga, en 1675, a petición del Conde-Arzobispo de Praga, Johann Friedrich.
Fue en Praga y en Bohemia que, hasta 1695, realizó la mayor parte de su carrera como arquitecto de las instituciones eclesiásticas (arquidiócesis de Praga, monasterios, etc.), la nobleza (muchos palacios) y la corona (Castillo de Praga). El Barroco en Bohemia le debe la introducción del Barroco Romano, el de la planta de los castillos con dos cuerpos de construcción articulados alrededor de una sala central elevada. La arquitectura religiosa le debe el modelo de la iglesia griega cruzada coronada por una cúpula central ovalada.
Después de su muerte, su trabajo es continuado por Jan Blažej Santini-Aichel, cuyo padre había trabajado para Mathey.